# Oryctina quadrangularis
Oryctina quadrangularis är en tvåhjärtbladig växtart som beskrevs av J. Kuijt. Oryctina quadrangularis ingår i släktet Oryctina och familjen Loranthaceae. Inga underarter finns listade i Catalogue of Life.